# 田鵬
田鵬（1900年—1955年12月8日），名慶豐，字振聲，湖北省長陽縣都鎮灣楊柘坪人，曾任第一屆立法委員。

## 生平[1]
- 民國六年（1917年），入湖北省立第三師範學校。
- 民國十一年（1922年），考入國立武昌師範大學英語系。民國十五年（1926年）畢業。
- 民國十四年（1925年）10月，由石瑛介紹加入中國國民黨。
- 民國十五年（1926年）3月，「西山會議派」在上海法租界建國學校召開中國國民黨第二次代表大會。田鵬以漢口市代表名義參加會議。
- 民國十六年（1927年），任中國國民黨湖北省黨務整理委員；同年10月，赴上海受聘為《江南晚報》編輯。
- 民國二十四年（1935年），中國國民黨湖北省黨務設計委員會設計委員。
- 民國三十二年（1943年）秋，任中國國民黨湖北省黨部委員兼監察處長。
- 民國二十八年（1939年）10月至民國三十五年（1946年）4月，任湖北省臨時參議會議員。
- 抗日戰爭期間，於民國二十七年（1938年）—民國三十二年（1943年）間歷任中蘇文化協會秘書、報紙《中國的空軍》編輯及《新湖北日報》主筆。
- 民國三十三年（1944年），被派往長陽、五峰、宜都、枝江、松滋等縣動員知識青年從軍，開展抗日救亡宣傳工作。
- 民國三十七年（1948年），第一屆立法委員選舉中得立法院院長居正等人支持，被選為湖北省第六選區立法委員。
- 民國三十八年（1949年），由漢口往桂林[2]。11月至昆明。12月9日，同立法委員劉覺民隨雲南省主席盧漢通電起事。
- 1950年10月，與妻張良芬經李希泌介紹，入雲南省騰衝縣中學任教員。
- 1953年12月，以“反動高級黨幹”一案受審，回長陽。
- 1955年12月8日，被殺害。
- 田擅長外語，於公務之餘，常留意於外交的研究。民國二十五年（1936年）2月，編寫出版著作《中俄邦交之研究》。另一部著作《最近各國外交文獻彙編》，對各國政府、經濟、文化等方面的資料搜集歷經20年之久，後未能出版。

## 立法院出席會期
第１屆第１會期
- 內政及地方自治委員會
- 外交委員會
- 經濟及資源委員會